# Ohmstede

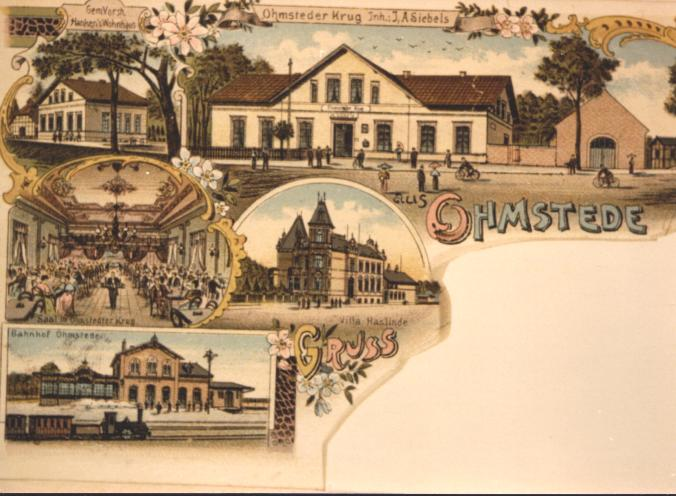
Alt-Ohmstede Ansichtskarte von ca. 1896: Der „Ohmsteder Krug“, die Villa des Brauerei-Besitzers Haslinde, das Haus des Gemeindevorstehers Hanken und der neue Bahnhof

Ohmstede (niederdeutsch Ohmstä) ist ein Stadtteil von Oldenburg (Oldb) in Niedersachsen.

## Das Dorf Ohmstede
Ohmstede liegt im Nordosten Oldenburgs und ist ein altes Bauerndorf, das vermutlich mindestens seit dem 9. Jahrhundert besteht. Die erste urkundliche Erwähnung wird auf den 17. Februar 1158 datiert, als Papst Hadrian IV. dem Kloster Rastede bestätigte, dass dessen Ländereien ad confinium Omestede, bis zur Grenze von Ohmstede, reichen würden. Wie auch viele andere Dörfer der Region, war Ohmstede eine Esch-Siedlung. Mit zwanzig Hausmannshöfen war Ohmstede das größte Dorf des Ammerlandes, wohl auch bedingt durch seine bevorzugte Lage: zusätzlich zu Geest und Moor (wie auch seine Nachbardörfer) hatte Ohmstede Zugang zu den fetten Weiden und Wiesen der Hunte-Marsch. Hinzu kam sicherlich auch die Nähe zur Residenzstadt Oldenburg.
Die Hausmannshöfe verteilten sich auf die Ortsteile Waterende, Loyerende und Överkamp sowie den Einzelhof Schellstede. Sehr früh begann in Ohmstede die Ansiedlung von Kötern, meist abgehenden Bauernsöhnen. So entstand schon seit dem 13. Jahrhundert das Köterdorf Bornhorst. Am Rande des Dornsteder Esch liegt der Ortsteil Kortendorf = Köterdorf.
Ohmstede gehörte seit alten Zeiten zur Hausvogtei Oldenburg. Überliefert ist als frühe Rechtsordnung der Bauerbrief vom 9. April 1700. Nach der Franzosenzeit (1810–1813) wurde Ohmstede Teil der Landgemeinde Oldenburg.

## Die Gemeinde Ohmstede 1897–1933
1897 wurde die Landgemeinde aufgeteilt. Die selbständige Gemeinde Ohmstede umfasste neben Ohmstede selbst die Dörfer Bornhorst, Donnerschwee, Etzhorn, Ipwege, Ipwegermoor, Nadorst und Wahnbek. Nach dem Ersten Weltkrieg kam das aus einer Munitionsanstalt entstandene Ofenerdiek dazu. Die Gemeinde blieb weiterhin vorwiegend bäuerlich geprägt, aber die Stadt Oldenburg begann sich langsam auszudehnen. Vor allem in Donnerschwee entstanden einzelne Industriebetriebe, in Etzhorn und Wahnbek bestanden mehrere Branntweinbrennereien.
In Ohmstede selbst bestand neben einer Ziegelei vor allem die Brauerei Haslinde, wohl schon vor 1825 als Brauerei Jürgens gegründet und 1879 von Bernhard Haslinde übernommen, der sie zu einem Großbetrieb ausbaute. Sie fusionierte 1922 mit der Donnerschweer Brauerei Hoyer zu Haslinde-Hoyer, wurde 1971 von Bavaria übernommen und 1976 stillgelegt.

## Ohmstede als Stadtteil Oldenburgs
Durch die Verwaltungsreform von 1933, die von der im Land Oldenburg schon früh regierenden NSDAP initiiert wurde, kam der größte Teil der Gemeinde Ohmstede an die kreisfreie Stadt Oldenburg, die Dörfer Wahnbek, Ipwege und Ipwegermoor gingen an die Gemeinde Rastede im Landkreis Ammerland.
Während des Zweiten Weltkriegs wurde auf dem ehemaligen Rennplatz in Ohmstede ein Zwangsarbeiterlager errichtet, in dem Fremdarbeiter, überwiegend Menschen aus Polen und der Sowjetunion, untergebracht waren. Viele der bis 1945 verstorbenen Zwangsarbeiter sind auf dem Ohmsteder Friedhof beigesetzt.

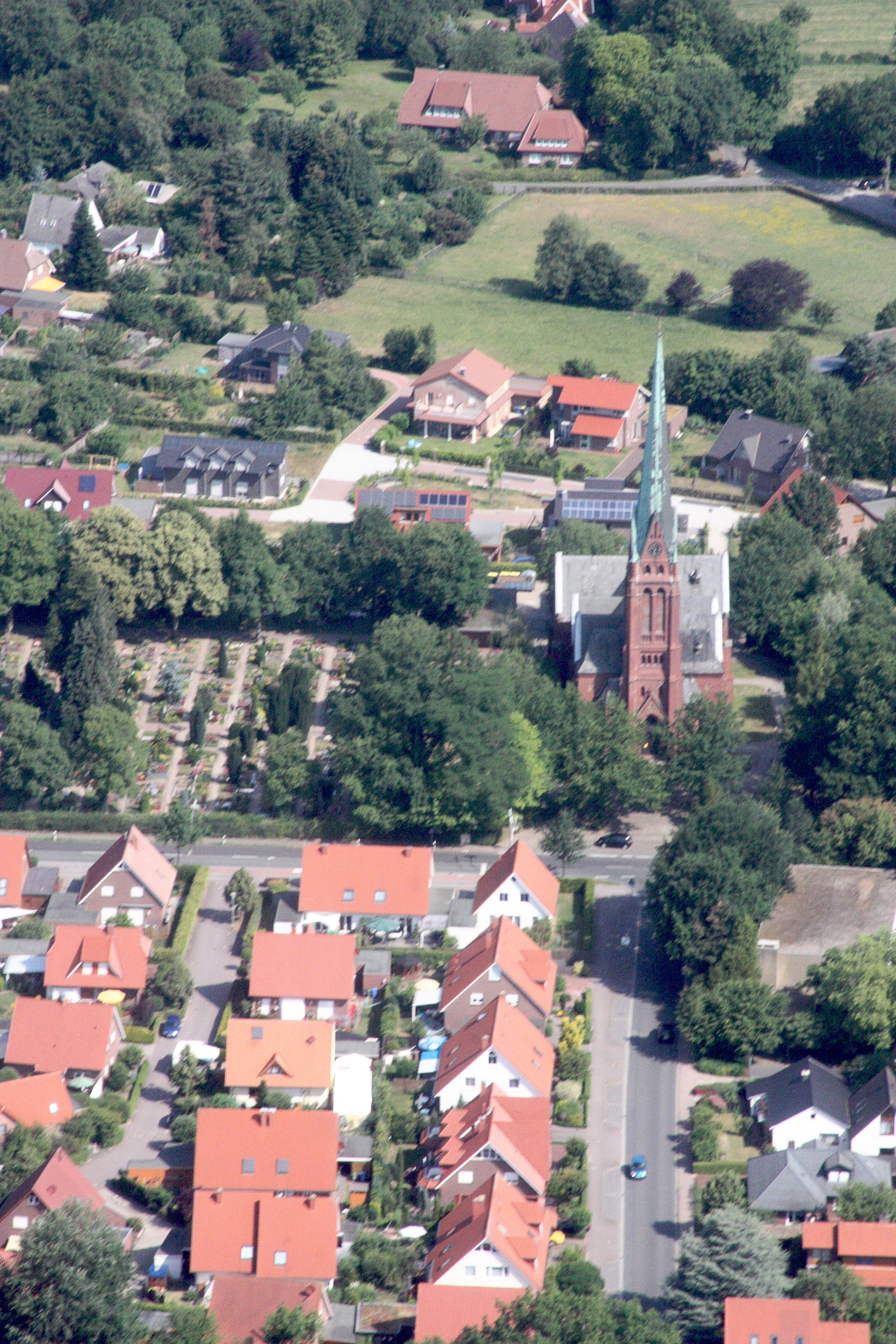
Ohmstede mit Kirche und Friedhof

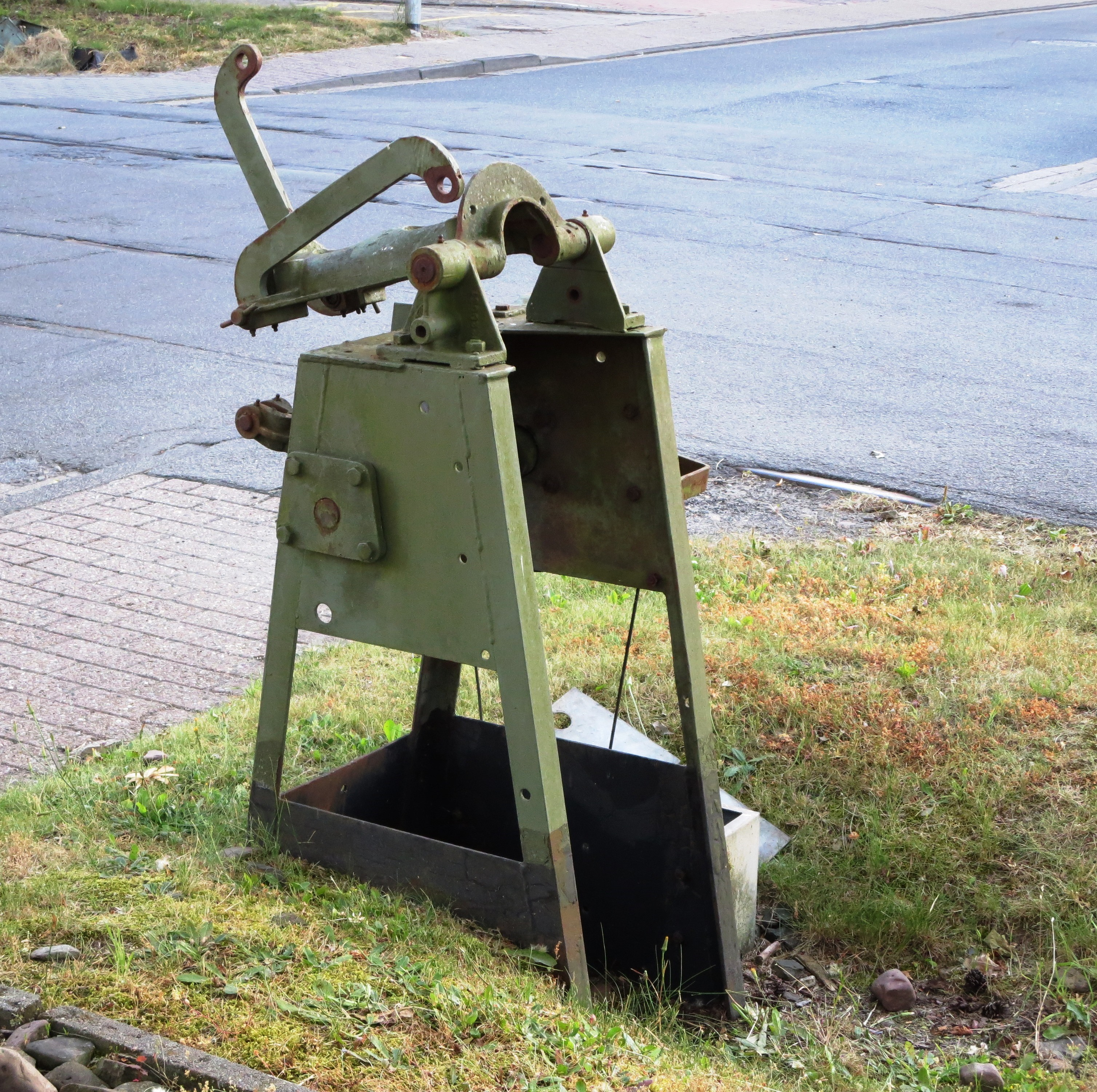
Relikt der Bahnhofsanlage: Teil einer Schranke in der August-Hanken-Straße

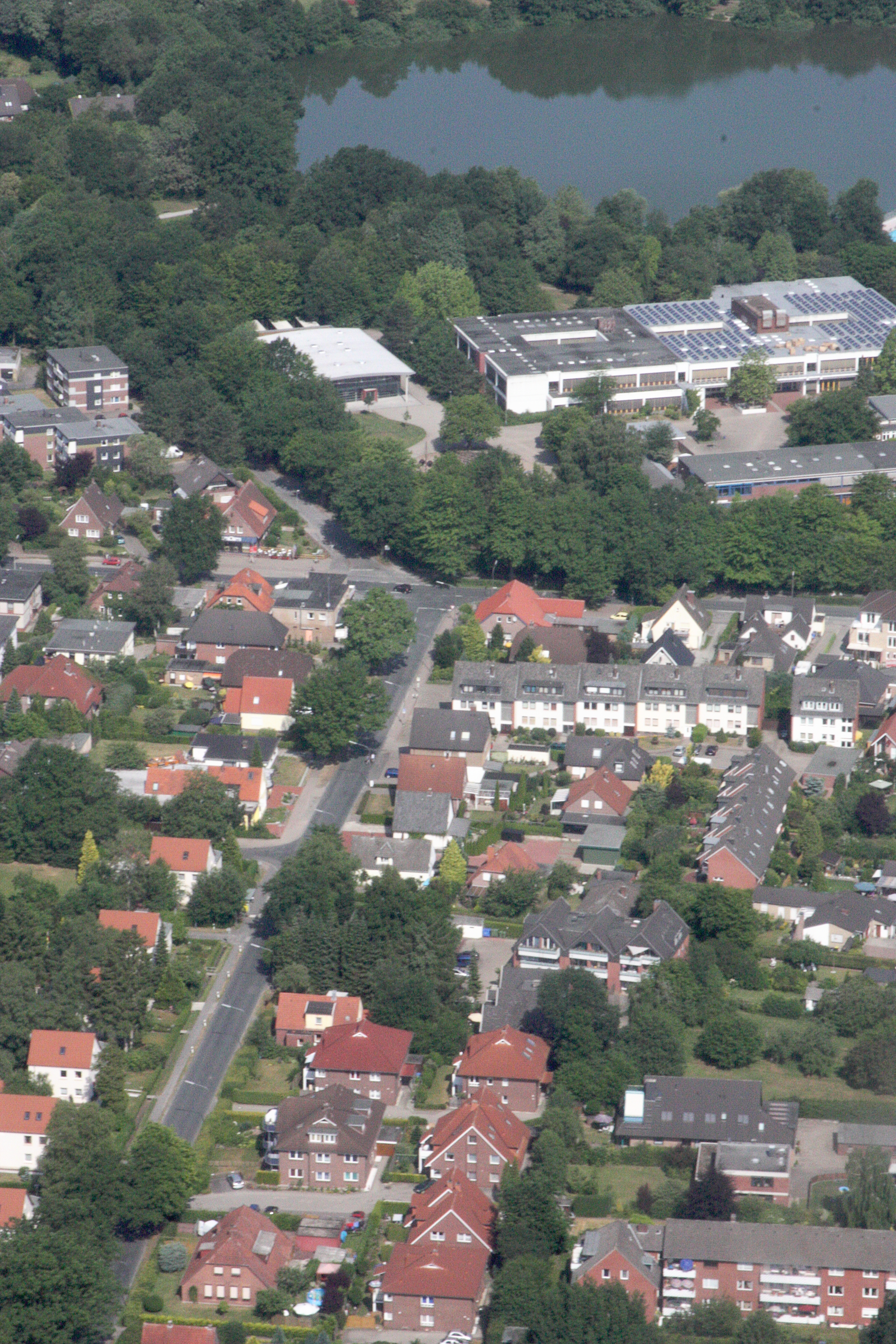
IGS Flötenteich unterhalb des Teichs

Nach dem Krieg wurden die gut erhaltenen Baracken in ein DP-Lager umgewandelt, das „Lettenlager“ genannt wurde, weil in ihm vor allem ethnische Letten und Esten untergebracht waren. Einige von ihnen blieben auf Dauer in Ohmstede, weil sie einerseits nicht in ihre 1940 von der Sowjetunion okkupierte, ab 1945 wieder von Kommunisten regierte Heimat zurückkehren, andererseits aber auch nicht in ein Land der westlichen Kriegsgegner Deutschlands auswandern wollten. 1960 wurden die Holzhäuser abgerissen und nach und nach durch Wohnblöcke ersetzt, in die allerdings nicht nur Exil-Balten einzogen. In den 1970er Jahren gab es in Oldenburg noch ca. 300 Letten. Viele Exil-Balten in Ohmstede wollten weder deutsche Staatsbürger werden noch Bürger der Sowjetunion sein; sie blieben, oft bis zur Wiederherstellung des souveränen Staates Lettland, staatenlos. Andere erhielten im Laufe der Zeit die deutsche Staatsangehörigkeit. Die meisten der Letten und Esten, die nach dem Zweiten Weltkrieg in Ohmstede lebten, blieben auch nach dem Zusammenbruch des Kommunismus und der Wiederherstellung der Souveränität des Staates Lettland im Jahr 1990 in Deutschland. Prominentester Exil-Lette, der im Ohmsteder Exil starb, war der lettische General Rūdolfs Bangerskis.
Heute erinnern noch die Straßennamen „Rigaer Weg“ und „Kurlandallee“ sowie ein hoher Anteil lettischstämmiger Anwohner dieser Straßen an das „Lettenlager“.
Die Einwohnerzahl Ohmstedes stieg in der zweiten Hälfte des 20. Jahrhunderts erheblich an. Denn auch auf dem „Ohmsteder Esch“ entstanden seit den 1950er Jahren größere Wohnsiedlungen. Heute ist Ohmstede ein beliebtes Wohngebiet am Rand der Stadt Oldenburg, kann aber auch noch mehrere alte Bauernhöfe und Häuser aus dem 19. Jahrhundert aufweisen. Drei benachbarte, reetgedeckte Ohmsteder Bauernhäuser brannten im März 2013 aus.

## Kirchengemeinde Ohmstede

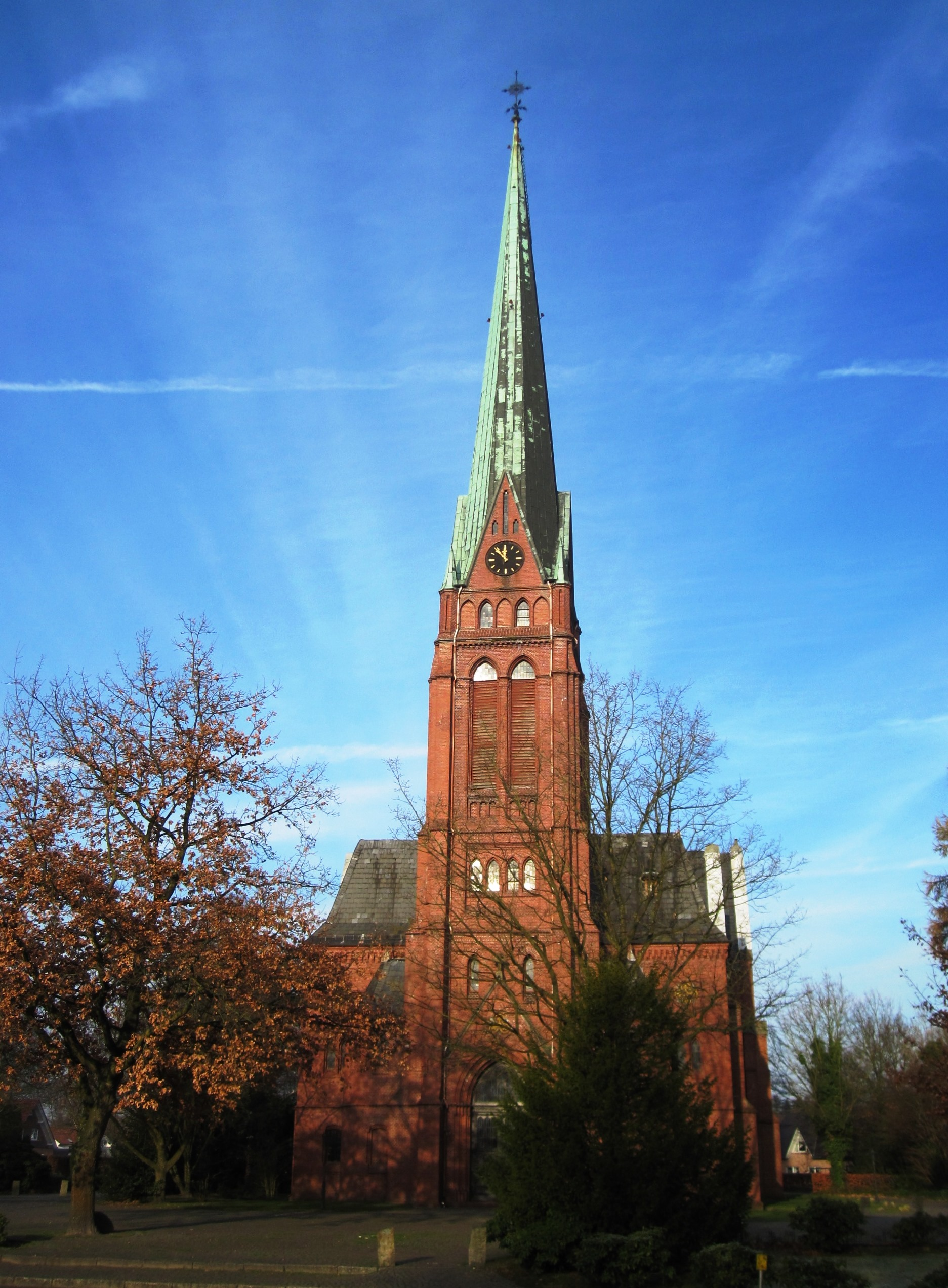
Kirche zu Ohmstede

Kirchlich gehörte Ohmstede früher zur Landgemeinde Oldenburg, deren Pfarrkirche St. Lamberti, von 1647 bis 1811 St. Nikolai, in Oldenburg war. Da die Gemeinde eine riesige Fläche umfasste und die Kirchwege entsprechend lang waren, war schon lange eine Aufteilung der Gemeinde im Gespräch. Erst 1897 beschloss die Synode die Aufteilung in die selbständigen Kirchengemeinden Ohmstede, Ofen, und Eversten.
Die neue Kirchengemeinde Ohmstede umfasst die Ortschaften Bornhorst, Donnerschwee, Etzhorn, Ipwege, Ipwegermoor, Nadorst, Ohmstede und Wahnbek (Siehe auch Evangelisch-Lutherische Kirche in Oldenburg).
Die neue Ohmsteder Kirche entstand im neugotischen Stil (nach dem Eisenacher Regulativ) und wurde am 17. Dezember 1901 geweiht. Sie ist nicht, wie fast alle anderen Kirchen, geostet, sondern genordet.
Im Jahr 1964 wurde an der Kurlandallee eine eigene Kirche für evangelische Balten eröffnet. Die Zahl der Gemeindemitglieder schrumpfte. In den 2000er Jahren fand nur noch einmal im Monat an der Kurlandallee ein Gottesdienst statt. Im Jahr 2009 wurde die Kirche in ein Kulturzentrum umgebaut. Die evangelischen Letten wurden in die Kirchengemeinde Ohmstede integriert.

## Soziale Einrichtungen
- Evangelisch-Lutherische Kirche Ohmstede-Etzhorn
- Gemeindezentrum Ohmstede
- Gemeinnützige Werkstätten Oldenburg e. V.

## Verkehr
Eisenbahn
1896 erhielt Ohmstede Eisenbahnanschluss durch den Bau der Bahnstrecke Oldenburg–Brake (scherzhaft auch Gummibahn). Zum Winterfahrplan 1961 wurde der Personenverkehr eingestellt. Endgültig stillgelegt wurde der Bahnanschluss am 1. Mai 1998. Der alte Bahndamm ist heute ein Spazierweg (vom Kummerkamp bis zur Hullmann-Brennerei in Etzhorn).
Autobahn
Ohmstede hat keinen direkten Anschluss an eine der beiden Bundesautobahnen. An der Abfahrt Oldenburg-Ohmstede/Donnerschwee kann man über die Nordtangente jeweils auf die A 28 und die A 29 fahren. Dann kann man in Richtung Wilhelmshaven, Brake, Bremen, Ahlhorn (bzw. Osnabrück) und Emden/Leer fahren.
Bus
Ohmstede ist Tagsüber durch die Stadtbuslinien 322 und 323 der Oldenburger Verkehr und Wasser GmbH, sowie der regionalen Linie 460 (Oldenburg, ZOB-Ohmstede-Bornhorst-Großenmeer) verbunden. Zusätzlich fährt nachts die N36 und an Schultagen einmal am Morgen die 322E. Bis zum 14. Dezember 2024 war Ohmstede auch durch die eingestellte Stadtbuslinie 318 verbunden.

## Schulen in Ohmstede
- Ganztagsgrundschule Ohmstede
- Integrierte Gesamtschule Flötenteich mit gymnasialer Oberstufe
- Realschule Hochheider Weg

Siehe auch: Bildung in Oldenburg

## Sport

### Ortsansässige Vereine
Für den Stadtteil hat der in seiner Jugendarbeit sozial-integrativ arbeitende 1. FC Ohmstede eine große Bedeutung. Mit mehr als 30 Jugendmannschaften hat der Verein eine der größten Jugendabteilungen im Nordwesten Deutschlands. Trotz sehr knapper Ressourcen (nur 3 Sportplätze an der Rennplatzstr. und am Flötenteich und der Schlieffenstr.) ist es dem Verein gelungen, auch eine Behindertenmannschaft, 5 Herren- und eine Frauenmannschaft am Punktspielbetrieb teilnehmen zu lassen. Besondere Ausstrahlungskraft hat die Mädchenfußballabteilung.
Eine geringere Bedeutung hat dagegen der Traditionsverein VfB Oldenburg. Zwar liegen vier seiner zahlreichen Trainingsplätze (Dornstede) im Stadtteil, dennoch spielen hier sehr wenige Kinder aus Ohmstede. Der VfB hat eine leistungssportorientierte Ausrichtung und beheimatet zahlreiche Kinder aus der gesamten Nordwestregion Deutschlands.
Das Vereinsangebot wird in Ohmstede durch die Zirkusschule Seifenblase (Übungsstätte im Forum der IGS Flötenteich) sowie Kinderturnangebote des SV Eintracht Oldenburg und des Donnerschweer Turnvereins ergänzt.

### Sportplätze
- Dornstede (Elsflether Straße)
- Rennplatz (Rennplatzstraße)
- Sportplätze am Flötenteich (Kunstrasen und Naturrasen)

### Sporthallen
- Sporthalle an der GS Ohmstede
- Sporthalle am Flötenteich

### Sonstige Sporteinrichtungen
- Freibad am Flötenteich

Der ehemalige Turnverein Ohmstede, der heute dem SV Eintracht Oldenburg-Etzhorn e. V. angehört,
gründete auch die Freiwillige Feuerwehr Ohmstede.